# Абулхасан Банисадр
Абулхасан Банисадр (перс. ابوالحسن بنیصدر; Хамадан, 22. март 1933 — Париз, 9. октобар 2021) био је ирански политичар и први председник Исламске Републике Иран.

## Биографија
Рођен је у Хамадану на западу Ирана и студирао је на Универзитету у Техерану и Сорбони у Паризу. Иако је син ајатолаха који је подржавао пуч из 1953. године, Банисадр је подржавао идеје свргнутог премијера Мухамеда Мосадека и био је активан у антимонархистичким организацијама као што су Национални фронт и Покрет за ослобођење. Након Иранске револуције, Банисадр је 4. фебруара 1980. године као независан кандидат изабран за првог председника Ирана. Средином следеће године дошло је до унутрашњих политичких сукоба приликом којих су марксисти предвођени МЕК-ом покушали да сруше владу, а Банисадрова подршка неуспешном пучу резултовала је одузимањем председничких овлашћења од стране парламента и рахбара (Хомеинија). Банисадр је потом уз помоћ МЕК-а отишао у Француску где делује као противвладин активиста у тзв. Иранском националном већу отпора. Његов наследник на месту председника Мухамед-Али Раджаи убијен је у МЕК-овом терористичком нападу нити месец дана након преузимања функције.

## Импичмент и последице
Парламент Ирана је 21. јуна 1981. године изгласао импичмент Абулхасана Банисадра, оптужујући га за неспособност у управљању државом и за непоштовање верских ауторитета. Импичмент је резултирао његовим званичним смењивањем са функције председника, што је био први и једини случај импичмента у историји Ирана.
Импресивно је то што је Банисадр успео да се одупре радикалним снагама и одбрани своје визије модерног и независног Ирана, упркос огромним притисцима и опасностима које су га окруживале. Након импичмента, Банисадр је био приморан да напусти Иран, бојећи се за свој живот. Уз помоћ својих присталица, он је побегао у Француску, где је добио политички азил.